# Úszás a 2017. évi nyári európai ifjúsági olimpiai fesztiválon
A 2017. évi nyári európai ifjúsági olimpiai fesztivál úszó versenyszámait Győrben, július 24. és 28. között bonyolították le. A versenyek helyszíne az Aqua Sportközpont volt.

## Összesített éremtáblázat
| A 2017. évi nyári európai ifjúsági olimpiai fesztivál összesített éremtáblázata úszásban | A 2017. évi nyári európai ifjúsági olimpiai fesztivál összesített éremtáblázata úszásban | A 2017. évi nyári európai ifjúsági olimpiai fesztivál összesített éremtáblázata úszásban | A 2017. évi nyári európai ifjúsági olimpiai fesztivál összesített éremtáblázata úszásban | A 2017. évi nyári európai ifjúsági olimpiai fesztivál összesített éremtáblázata úszásban | Olimpia  |
| ---------------------------------------------------------------------------------------- | ---------------------------------------------------------------------------------------- | ---------------------------------------------------------------------------------------- | ---------------------------------------------------------------------------------------- | ---------------------------------------------------------------------------------------- | -------- |
|                                                                                          | Ország                                                                                   | Arany                                                                                    | Ezüst                                                                                    | Bronz                                                                                    | Összesen |
| 1.                                                                                       |                                                                                          | 0                                                                                        | 0                                                                                        | 0                                                                                        | 0        |
|                                                                                          |                                                                                          |                                                                                          |                                                                                          |                                                                                          |          |
| Összesen                                                                                 | Összesen                                                                                 | 32                                                                                       | 32                                                                                       | 32                                                                                       | 96       |

## Eseménynaptár
| S | Előfutamok, selejtezők | E | Elődöntők | D | Döntő |

| augusztus        | 24 | 24 | 25 | 25 | 26 | 26 | 27 | 27 | 28 | 28 | 29 | 29 |
| ---------------- | -- | -- | -- | -- | -- | -- | -- | -- | -- | -- | -- | -- |
| 050 m gyors      |    |    | S  | E  | D  | D  |    |    |    |    |    |    |
| 0100 m gyors     |    |    |    |    |    |    | S  | E  | D  | D  |    |    |
| 0200 m gyors     | S  | D  |    |    |    |    |    |    |    |    |    |    |
| 0400 m gyors     |    |    | S  | D  |    |    |    |    |    |    |    |    |
| 1500 m gyors     |    |    |    |    |    |    |    |    | S  | D  |    |    |
| 0100 m hát       | S  | E  | D  | D  |    |    |    |    |    |    |    |    |
| 0200 m hát       |    |    |    |    |    |    |    |    | S  | D  |    |    |
| 0100 m mell      | S  | E  | D  | D  |    |    |    |    |    |    |    |    |
| 0200 m mell      |    |    |    |    | S  | D  |    |    |    |    |    |    |
| 0100 m pillangó  | S  | E  | D  | D  |    |    |    |    |    |    |    |    |
| 0200 m pillangó  |    |    |    |    |    |    |    |    | S  | D  |    |    |
| 0200 m vegyes    |    |    |    |    | S  | D  |    |    |    |    |    |    |
| 0400 m vegyes    |    |    |    |    |    |    | S  | D  |    |    |    |    |
| 4 × 100 m gyors  | S  | D  |    |    |    |    |    |    |    |    |    |    |
| 4 × 100 m vegyes |    |    |    |    |    |    |    |    | S  | D  |    |    |

| augusztus        | 24 | 24 | 25 | 25 | 26 | 26 | 27 | 27 | 28 | 28 | 29 | 29 |
| ---------------- | -- | -- | -- | -- | -- | -- | -- | -- | -- | -- | -- | -- |
| 050 m gyors      |    |    |    |    |    |    | S  | E  | D  | D  |    |    |
| 0100 m gyors     |    |    | S  | E  | D  | D  |    |    |    |    |    |    |
| 0200 m gyors     |    |    |    |    |    |    |    |    | S  | D  |    |    |
| 0400 m gyors     |    |    |    |    | S  | D  |    |    |    |    |    |    |
| 0800 m gyors     |    |    | S  | D  |    |    |    |    |    |    |    |    |
| 0100 m hát       | S  | E  | D  | D  |    |    |    |    |    |    |    |    |
| 0200 m hát       |    |    |    |    | S  | D  |    |    |    |    |    |    |
| 0100 m mell      |    |    |    |    | S  | E  | D  | D  |    |    |    |    |
| 0200 m mell      |    |    |    |    |    |    |    |    | S  | D  |    |    |
| 0100 m pillangó  |    |    |    |    |    |    | S  | E  | D  | D  |    |    |
| 0200 m pillangó  | S  | D  |    |    |    |    |    |    |    |    |    |    |
| 0200 m vegyes    |    |    |    |    | S  | D  |    |    |    |    |    |    |
| 0400 m vegyes    | S  | D  |    |    |    |    |    |    |    |    |    |    |
| 4 × 100 m gyors  | S  | D  |    |    |    |    |    |    |    |    |    |    |
| 4 × 100 m vegyes |    |    |    |    |    |    |    |    | S  | D  |    |    |

| augusztus        | 24 | 24 | 25 | 25 | 26 | 26 | 27 | 27 | 28 | 28 | 29 | 29 |
| ---------------- | -- | -- | -- | -- | -- | -- | -- | -- | -- | -- | -- | -- |
| 4 × 100 m gyors  |    |    |    |    |    |    | S  | D  |    |    |    |    |
| 4 × 100 m vegyes |    |    | S  | D  |    |    |    |    |    |    |    |    |

## Érmesek

### Férfi
| A 2017. évi nyári európai ifjúsági olimpiai fesztivál férfi érmesei úszásban |       |       |       |       |       |       |
| Versenyszám                                                                  | Arany | Arany | Ezüst | Ezüst | Bronz | Bronz |
| 50 m gyors                                                                   |       |       |       |       |       |       |
| 100 m gyors                                                                  |       |       |       |       |       |       |
| 200 m gyors                                                                  |       |       |       |       |       |       |
| 400 m gyors                                                                  |       |       |       |       |       |       |
| 1500 m gyors                                                                 |       |       |       |       |       |       |
| 100 m hát                                                                    |       |       |       |       |       |       |
| 200 m hát                                                                    |       |       |       |       |       |       |
| 100 m mell                                                                   |       |       |       |       |       |       |
| 200 m mell                                                                   |       |       |       |       |       |       |
| 100 m pillangó                                                               |       |       |       |       |       |       |
| 200 m pillangó                                                               |       |       |       |       |       |       |
| 200 m vegyes                                                                 |       |       |       |       |       |       |
| 400 m vegyes                                                                 |       |       |       |       |       |       |
| 4 x 100 m gyors                                                              |       |       |       |       |       |       |
| 4 x 100 m vegyes                                                             |       |       |       |       |       |       |

### Női
| A 2017. évi nyári európai ifjúsági olimpiai fesztivál női érmesei úszásban |       |       |       |       |       |       |
| Versenyszám                                                                | Arany | Arany | Ezüst | Ezüst | Bronz | Bronz |
| 50 m gyors                                                                 |       |       |       |       |       |       |
| 100 m gyors                                                                |       |       |       |       |       |       |
| 200 m gyors                                                                |       |       |       |       |       |       |
| 400 m gyors                                                                |       |       |       |       |       |       |
| 800 m gyors                                                                |       |       |       |       |       |       |
| 100 m hát                                                                  |       |       |       |       |       |       |
| 200 m hát                                                                  |       |       |       |       |       |       |
| 100 m mell                                                                 |       |       |       |       |       |       |
| 200 m mell                                                                 |       |       |       |       |       |       |
| 100 m pillangó                                                             |       |       |       |       |       |       |
| 200 m pillangó                                                             |       |       |       |       |       |       |
| 200 m vegyes                                                               |       |       |       |       |       |       |
| 400 m vegyes                                                               |       |       |       |       |       |       |
| 4 x 100 m gyors                                                            |       |       |       |       |       |       |
| 4 x 100 m vegyes                                                           |       |       |       |       |       |       |

### Vegyes
| A 2017. évi nyári európai ifjúsági olimpiai fesztivál vegyes váltó érmesei úszásban |       |       |       |       |       |       |
| Versenyszám                                                                         | Arany | Arany | Ezüst | Ezüst | Bronz | Bronz |
| 4 × 100 m gyors                                                                     |       |       |       |       |       |       |
| 4 × 100 m vegyes                                                                    |       |       |       |       |       |       |